# Сергеевский концлагерь
Сергеевский концлагерь — концентрационный лагерь, созданный немецкими оккупантами, который находился в селе Сергеевка Донецкой области в годы Великой Отечественной войны.
Село было занято итальянскими и немецкими войсками в 1941 году. После поражения советских войск под Харьковом в село поступила первая партия военнопленных — около трёх тысяч человек и был организован концентрационный лагерь.
Пленные жили в свинарнике, который был расположен на окраине села и ежедневно работали в каменном карьере, который был расположен в центре села. Местные жители подкармливали пленных и иногда организовывали побеги. Освободившихся пленных переправляли в партизанский отряд Карнауха, действовавший в Славянских лесах.
Охраняли концлагерь полицаи из местных жителей и латышских коллаборационистов. Охрана жила в здании бывшей школы.
При отступлении охрана никого из пленных не оставила в живых. Их забивали камнями в карьере, рубили лопатами и кирками, вешали и расстреливали. В общей сложности было убито три с половиной тысячи человек.
На кладбище села Сергеевка в честь погибших в концлагере установлен обелиск с красной пятиконечной звездой.
В селе собирались открыть музей, посвящённый концлагерю. Было уже выбрано здание и собраны экспонаты, но незадолго до открытия был совершен поджог и здание сгорело.